# Frank Coraci
Frank Coraci (Shirley, 3 de fevereiro de 1966) é um cineasta e roteirista estadunidense, mais conhecido por seu trabalho em filmes de Adam Sandler.

## Biografia
Coraci nasceu em Shirley, Nova Iorque. Coraci formou-se na Tisch School of the Arts em 1988, da Universidade de Nova Iorque. Dirigiu três filmes de grande sucesso de Sandler (The Wedding Singer, The Waterboy e Click) e participou de vários dos videoclipes de Sandler. Apareceu como o personagem título no videoclipe "The Lonesome Kicker", também de Sandler. Graduou-se pela William Floyd H.S. em 1984.
Coraci também dirigiu Jackie Chan e Steve Coogan em Around the World in 80 Days que, em comparação com Adam Sandler - estrelando sucessos, ficou conhecido por ser um grande fracasso de bilheteria, arrecadando nos Estados Unidos apenas 24 milhões de dólares nas bilheterias, com um orçamento de US$ 110 milhões.
Coraci dirigiu Zookeeper, uma comédia romântica estrelada por Kevin James no papel principal e Rosario Dawson, lançado em 2011. Coraci dirigiu Here Comes the Boom, um filme de comédia estrelado por James, lançado em 2012.

## Filmografia
- Murdered Innocence (1995) Também roteirista
- The Wedding Singer (1998)
- The Waterboy (1998)
- Around the World in 80 Days (2004)
- Click (2006)
- Zookeeper (2011)
- Here Comes the Boom (2012)
- Blended (2014)
- The Ridiculous 6 (2015)
- Hot Air (2018)